# Misha'al Al-Ahmad Al-Jaber Al Sabah
Misha'al Al-Ahmad Al-Jaber Al Sabah (in arabo مشعل الأحمد الجابر الصباح‎?; Al Kuwait, 27 settembre 1940) è un emiro kuwaitiano dal 16 dicembre 2023.

## Biografia
Lo sceicco Misha'al è nato ad Al Kuwait il 27 settembre 1940 ed è figlio dello sceicco Ahmad I al-Jabir Al Sabah e di sua moglie Maryam Marit Al-Huwaila. È stato educato alla Mubarakiya School, al Kuwait Police College di Al Kuwait e all'Hendon Police College, nel Middlesex, dove si è laureato nel 1960. È quindi entrato in servizio presso il Ministero dell'Interno. È quindi stato capo delle Forze di sicurezza del Kuwait con grado di colonnello dal 1967 al 1980 e poi è tornato al Ministero dell'Interno. Il 13 aprile 2004 è stato nominato vice comandante con rango personale di ministro della Guardia Nazionale.
È stato anche direttore dell'Ahmad Al-Jabir Inheritance Trust, direttore del Mbr Kuwait Army Kuwait Officer's Club, direttore del National Guards (KNG) Officer's Club, presidente onorario della Kuwait Pilots Association dal 1973 ed è uno dei fondatori della Kuwait Association for Radio Amateurs e presidente onorario della stessa. Il 7 ottobre 2020 il fratellastro Nawaf, da poco asceso al trono, lo ha indicato quale principe ereditario. Il giorno successivo l'Assemblea Nazionale ha dato il suo consenso alla nomina.

## Vita privata
Ha due mogli, una delle quali è la sceicca Nuria, figlia di Sabah III al-Salim Al Sabah, e dodici figli, cinque maschi e sette femmine.

## Albero genealogico
| Misha'al al-Ahmad al-Jaber Al Sabah | Padre: Ahmad al-Jabir Al Sabah | Nonno paterno: Jabir II Al Sabah                | Bisnonno paterno: Mubarak Al Sabah           | Trisavolo paterno: Sabah II Al Sabah                |
| Misha'al al-Ahmad al-Jaber Al Sabah | Padre: Ahmad al-Jabir Al Sabah | Nonno paterno: Jabir II Al Sabah                | Bisnonno paterno: Mubarak Al Sabah           | Trisavola paterna: Lulwa bint Muhammad Al Thaqib    |
| Misha'al al-Ahmad al-Jaber Al Sabah | Padre: Ahmad al-Jabir Al Sabah | Nonno paterno: Jabir II Al Sabah                | Bisnonna paterna: Shekha bint Duaij Al Sabah | Trisavolo paterno: Duaij bin Jabir Al-'Ali Al Sabah |
| Misha'al al-Ahmad al-Jaber Al Sabah | Padre: Ahmad al-Jabir Al Sabah | Nonno paterno: Jabir II Al Sabah                | Bisnonna paterna: Shekha bint Duaij Al Sabah | Trisavola paterna: Asma bint Salman Al Sabah        |
| Misha'al al-Ahmad al-Jaber Al Sabah | Padre: Ahmad al-Jabir Al Sabah | Nonna paterna: Shekha bint Abdullah II Al Sabah | Bisnonno paterno: Abdullah II Al Sabah       | Trisavolo paterno: Sabah II Al Sabah *              |
| Misha'al al-Ahmad al-Jaber Al Sabah | Padre: Ahmad al-Jabir Al Sabah | Nonna paterna: Shekha bint Abdullah II Al Sabah | Bisnonno paterno: Abdullah II Al Sabah       | Trisavola paterna: Fatma bint Salim Al Jarrah       |
| Misha'al al-Ahmad al-Jaber Al Sabah | Padre: Ahmad al-Jabir Al Sabah | Nonna paterna: Shekha bint Abdullah II Al Sabah | Bisnonna paterna: Latifa bint Jasim          | Trisavolo paterno: Jasim bin Sulaiman               |
| Misha'al al-Ahmad al-Jaber Al Sabah | Padre: Ahmad al-Jabir Al Sabah | Nonna paterna: Shekha bint Abdullah II Al Sabah | Bisnonna paterna: Latifa bint Jasim          | Trisavola paterna: ?                                |
| Misha'al al-Ahmad al-Jaber Al Sabah | Madre: Maryam Marit Al-Huwaila | Nonno materno: ?                                | Bisnonno materno: ?                          | Trisavolo materno: ?                                |
| Misha'al al-Ahmad al-Jaber Al Sabah | Madre: Maryam Marit Al-Huwaila | Nonno materno: ?                                | Bisnonno materno: ?                          | Trisavola materna: ?                                |
| Misha'al al-Ahmad al-Jaber Al Sabah | Madre: Maryam Marit Al-Huwaila | Nonno materno: ?                                | Bisnonna materna: ?                          | Trisavolo materno: ?                                |
| Misha'al al-Ahmad al-Jaber Al Sabah | Madre: Maryam Marit Al-Huwaila | Nonno materno: ?                                | Bisnonna materna: ?                          | Trisavola materna: ?                                |
| Misha'al al-Ahmad al-Jaber Al Sabah | Madre: Maryam Marit Al-Huwaila | Nonna materna: ?                                | Bisnonno materno: ?                          | Trisavolo materno: ?                                |
| Misha'al al-Ahmad al-Jaber Al Sabah | Madre: Maryam Marit Al-Huwaila | Nonna materna: ?                                | Bisnonno materno: ?                          | Trisavola materna: ?                                |
| Misha'al al-Ahmad al-Jaber Al Sabah | Madre: Maryam Marit Al-Huwaila | Nonna materna: ?                                | Bisnonna materna: ?                          | Trisavolo materno: ?                                |
| Misha'al al-Ahmad al-Jaber Al Sabah | Madre: Maryam Marit Al-Huwaila | Nonna materna: ?                                | Bisnonna materna: ?                          | Trisavola materna: ?                                |